# ミッキーの騎士道
『ミッキーの騎士道』（ミッキーのきしどう、原題：Ye Olden Days）は、ウォルト・ディズニー・プロダクション（現：ウォルト・ディズニー・カンパニー）が制作したアニメーション短編映画作品。公開は1933年4月8日。ミッキーマウスの短編映画シリーズの一作品である。 1991 the walt disney company.

## あらすじ
旅をする吟遊詩人（ミッキー）は年寄りロバに乗り歌を歌いギターを奏でながら今日もさすらい歩く。
その頃、ララパズー国王宮では王女（ミニーマウス）と友好国ププパドゥーの王子（ディピー・ダウグ）との婚礼の儀式が執り行われようとしていた。ララパズー国王の前で結婚の誓いを立てるはずの2人だが、夫となる王子は奇妙な笑い声を発するお世辞にも格好いいとは言えない人物だった。キスをしようとした王子に対し、王女は思わず平手打ちを食らわせてしまう。王女の非礼に激怒した王は、侍女（クララベル・カウ）とともに王女を幽閉してしまう。
この一部始終を外から目撃していた吟遊詩人は、王女を助けに幽閉された城壁塔へ向かう。木に登ってギターを取り出した吟遊詩人は、王女に対し結婚などやめて自分と旅に出ようと歌いかける。王の臣下たちが馬鹿騒ぎしている隙に侍女の助けにより吟遊詩人と王女は逃走を試みるが、王にその姿を目撃されてしまい吟遊詩人と王女は拘束される。
王女を誘拐しようとした不届き者としてただちに処刑が言い渡される吟遊詩人だったが、王女は吟遊詩人を愛していると告白、許してほしいと懇願する。この願いに対し、王は吟遊詩人がププパドゥー国王子と決闘し勝利することができれば許すと提案。かくして、騎士道にのっとり吟遊詩人とププパドゥー国王子の1対1の決闘が始まった。

## スタッフ
- 製作総指揮：ウォルト・ディズニー
- 製作：ジョン・サザーランド
- 監督：バート・ジレット
- 作画：ジョニー・キャノン
- 音楽：フランク・チャーチル

## 登場キャラクター
| キャラクター                           | 原語版                  | 吹き替え版 |
| -------------------------------------- | ----------------------- | ---------- |
| さすらいの吟遊詩人（ミッキーマウス）   | ウォルト・ディズニー    | 青柳隆志   |
| ララパズー国王女（ミニーマウス）       | マーセリット・ガーナー  | 水谷優子   |
| ララパズー国王                         | アーサー・Q・ブライアン | ？         |
| ププパドゥー国王子（ディピー・ダウグ） | ピント・コルヴィグ      | 島香裕     |

## 日本での公開

### 収録
- 『Disneyゆかいな仲間たち ミッキーはミニーが好き』（VHS、ブエナ・ビスタ・ホーム・エンターテイメント） - 1991年にアメリカン・フイルム・テクノロジーによりカラー化されたバージョンが収録。
- 『ミッキーとミニーはなかよし』（DVD、ブエナ・ビスタ・ホーム・エンターテイメント）
- 『ミッキーマウス／B&Wエピソード Vol.1 限定保存版』（DVD、ブエナ・ビスタ・ホーム・エンターテイメント）